# Főpókok
A főpókok (Araneomorphae) a pókok (Araneae) rendjének egyik alrendje. Az Orthognatha („egyenes csáprágójúak” – tudományos elnevezés a csáprágók állására utal: azok egyenesen lefelé mutatnak, és nem keresztezik egymást.) alrenddel szemben a főpókok (Araneomorphae, régebben Labidognatha) felismerhetőek átlós csáprágóikról, amelyek keresztezik egymást. Azok a pókok, amelyekkel nap mint nap találkozunk, ebbe az alrendbe tartoznak. A pókok 94% ide sorolható, kezdve a 0,37 mm nagyságú Patu diguá-tól a nagy Argiopé-ig.

## Rendszerezés
Az alrendbe 95 család tartozik.
Felosztható két alrendágra, ezek a Hypochilae (amibe egyetlen család, a Hypochilidae tartozik), valamint az Neocribellatae. A Neocribellatae-ba tartozik az Austrochiloidea öregcsalád, és két részalrend (series), az Entelogynae és a Haplogynae, mindkettő több öregcsaláddal:
Az alábbi kladogram mutatja a taxonok közötti kapcsolatot.
|  | Gradungulidae  |
|  |                |
|  | Austrochilidae |
|  |                |

|  | Haplogynae  |
|  |             |
|  | Entelegynae |
|  |             |

|  | Gradungulidae  |
|  |                |
|  | Austrochilidae |
|  |                |

|  | Haplogynae  |
|  |             |
|  | Entelegynae |
|  |             |

|  | Gradungulidae  |
|  |                |
|  | Austrochilidae |
|  |                |

|  | Haplogynae  |
|  |             |
|  | Entelegynae |
|  |             |

|  | Gradungulidae  |
|  |                |
|  | Austrochilidae |
|  |                |

|  | Haplogynae  |
|  |             |
|  | Entelegynae |
|  |             |

|  | Gradungulidae  |
|  |                |
|  | Austrochilidae |
|  |                |

|  | Haplogynae  |
|  |             |
|  | Entelegynae |
|  |             |

|  | Gradungulidae  |
|  |                |
|  | Austrochilidae |
|  |                |

|  | Haplogynae  |
|  |             |
|  | Entelegynae |
|  |             |

|  | Gradungulidae  |
|  |                |
|  | Austrochilidae |
|  |                |

|  | Haplogynae  |
|  |             |
|  | Entelegynae |
|  |             |

|  | Gradungulidae  |
|  |                |
|  | Austrochilidae |
|  |                |

|  | Haplogynae  |
|  |             |
|  | Entelegynae |
|  |             |

A Haplogynae-be tartozó pókok többségének 6 szeme van, míg az Entelegynae-be tartozók többségének 8.
- Liphistiidae (Thorell, 1869) családba tartozó nemek 
  - Heptathela (Kishida, 1923) – 26 faj
  - Liphistius (Schiödte, 1849) – 47 faj
  - Nanthela (Haupt, 2003) – 2 faj
  - Ryuthela (Haupt, 1983) – 7 faj
  - Songthela (Ono, 2000) – 4 faj

## Galéria

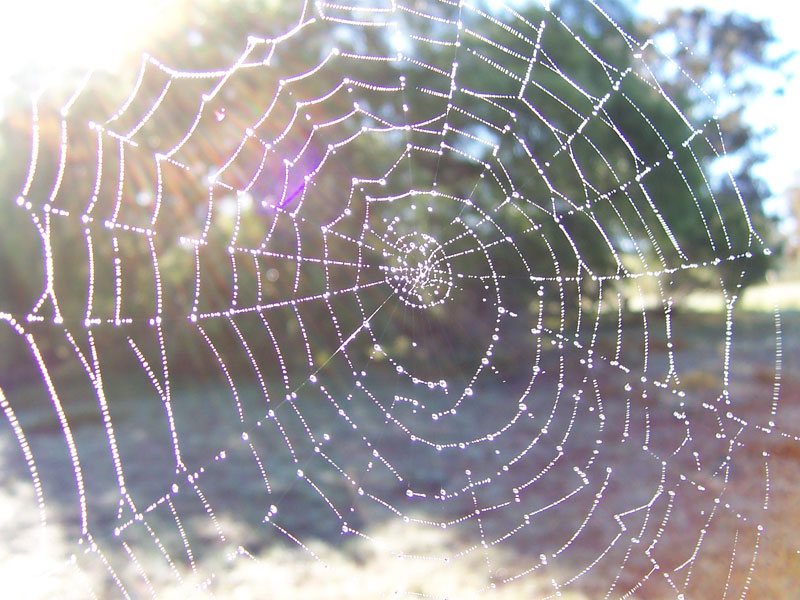
Kora reggeli pókháló
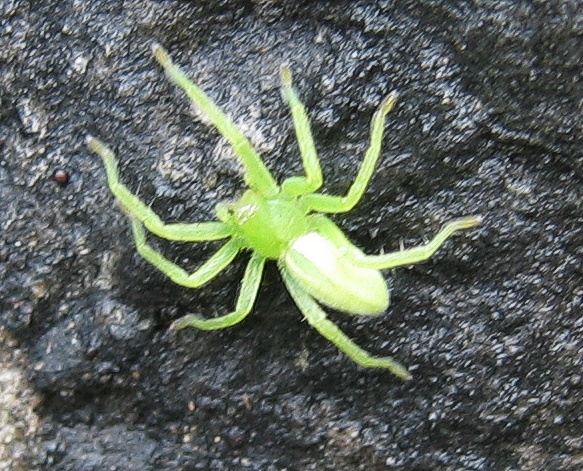
Micrommata virescens
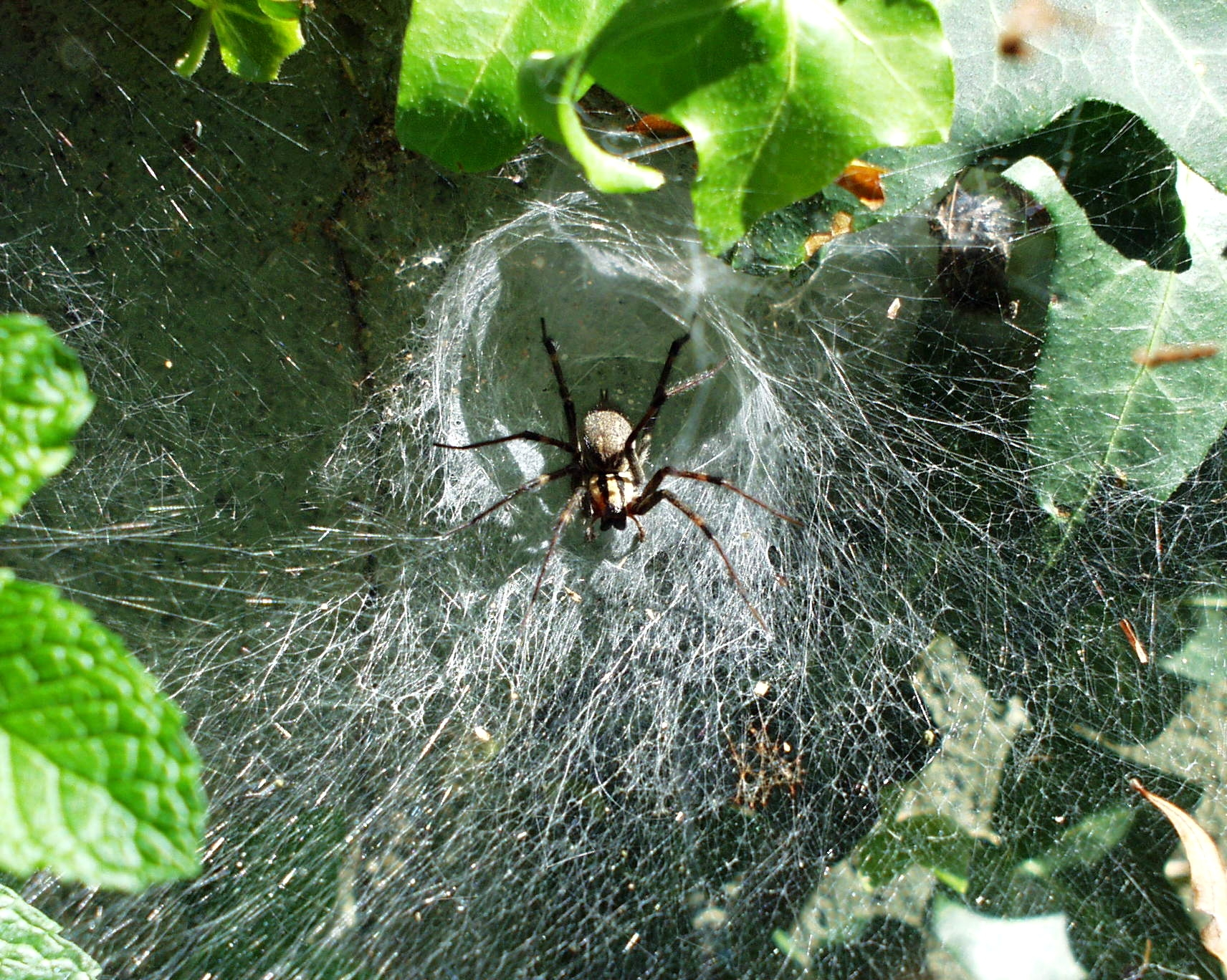
Agelena labyrinthica
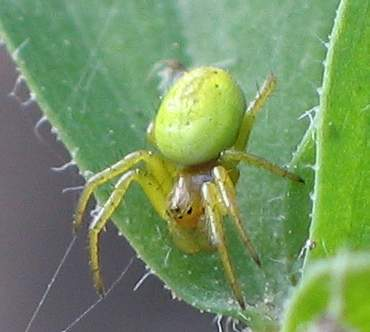
Araniella cucurbitina
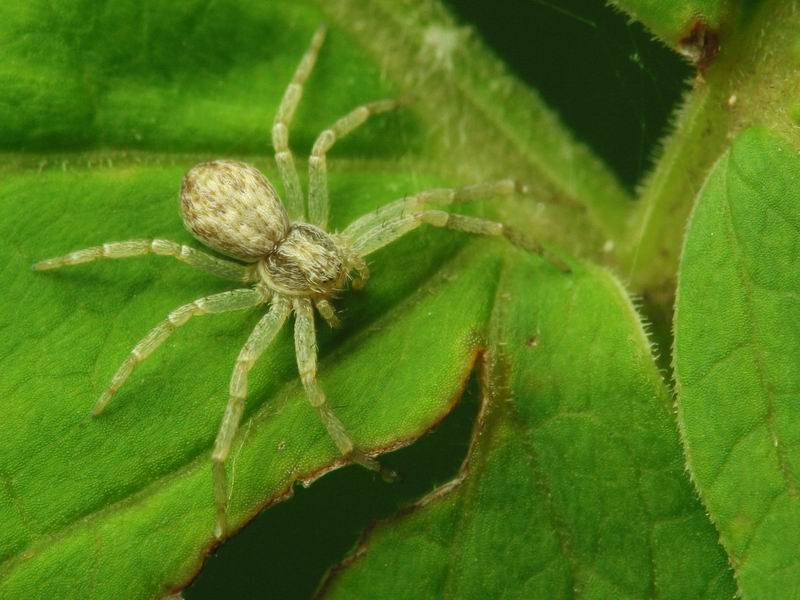
Philodromus sp.
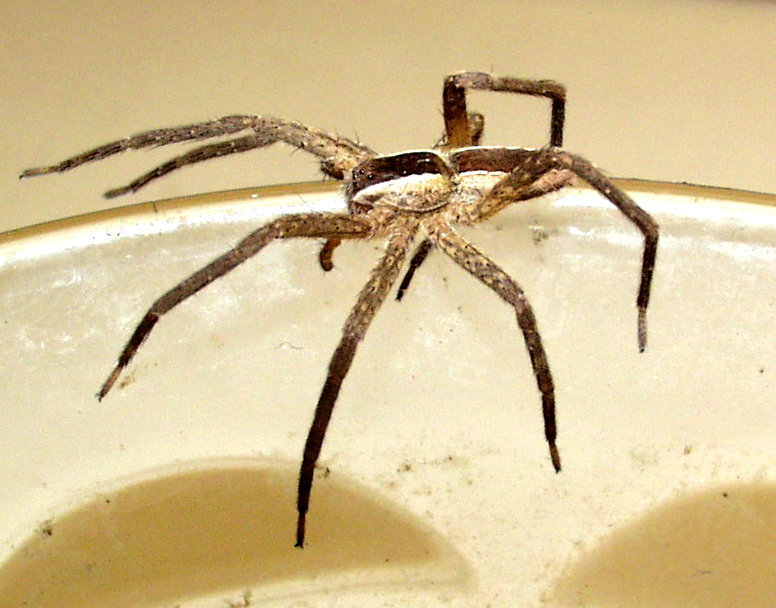
Pisaura mirabilis?
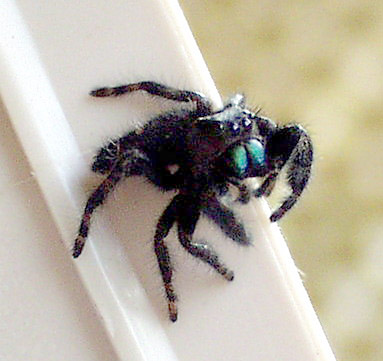
Phidippus audax
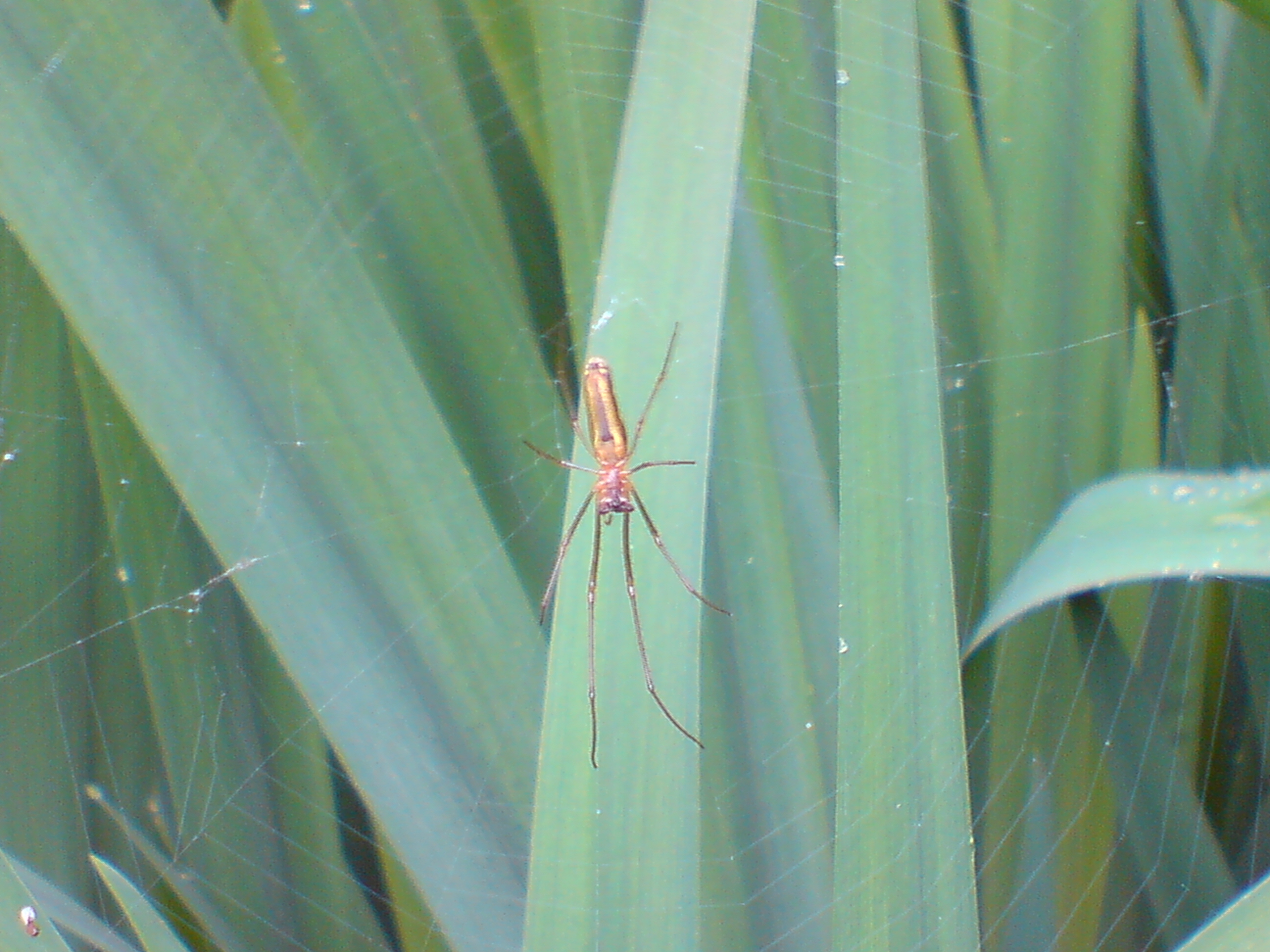
Hegyi állaspók (Tetragnatha montana)